# Ceratophrys calcarata
Ếch sừng Venezuela hoặc Sapo Cuaima (Ceratophrys calcarata) là một loài ếch thuộc họ Leptodactylidae.
Loài này có ở Colombia và Venezuela.
Môi trường sống tự nhiên của chúng là xavan khô, vùng cây bụi khô khu vực nhiệt đới hoặc cận nhiệt đới, đồng cỏ khô nhiệt đới hoặc cận nhiệt đới vùng đất thấp, và đầm nước ngọt có nước theo mùa.
Chúng hiện đang bị đe dọa vì mất môi trường sống.